# Sexennat démocratique

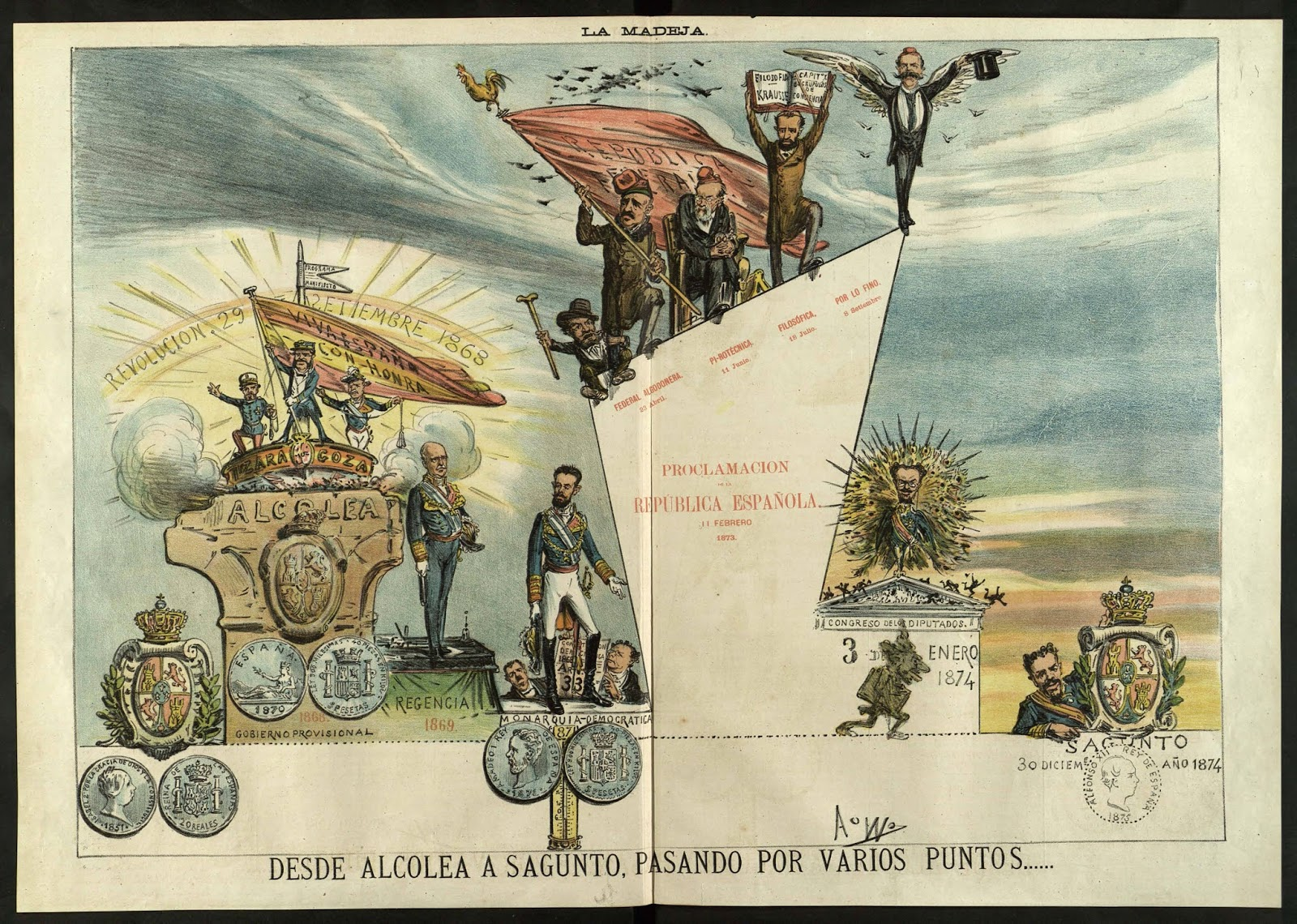
Caricature sur les étapes du Sexennat démocratique, publiée par la revue La Madeja, l'un des titres alternatifs pris par La Flaca pour contourner la censure (14 mars 1875).

Le Sexennat démocratique ou Sexennat révolutionnaire (en espagnol : Sexenio Democrático, Sexenio Revolucionario) est la période de l'histoire contemporaine de l'Espagne s'écoulant entre le triomphe de la révolution de septembre 1868, qui met un terme au règne d'Isabelle II, et le pronunciamiento de Martínez Campos de décembre 1874, qui marque le début de la Restauration.
Le Sexennat est généralement divisé en trois ou quatre étapes : gouvernement provisoire de 1868-1871, règne d'Amédée Ier (1871-1873) et Première République espagnole, proclamée après l'abdication du roi Amédée de Savoie en février 1873, celle-ci étant divisée entre la période de la République fédérale, qui prend find avec le coup d'État de Pavia en janvier 1874, et la République unitaire (ou dictature de Serrano), qui prend fin avec le pronunciamiento de Sagonte, réalisé en décembre 1874 par le général Arsenio Martínez Campos réclamant la restauration de la monarchie des Bourbons en la personne du fils d'Isabelle II, le futur Alphonse XII.
L'activité politique de ces années est marquée par la participation de quatre blocs politiques : les unionistes, dirigés par le général Serrano, les progressistes, dirigés par le général Prim et, après son assassinat, par Práxedes Mateo Sagasta et Manuel Ruiz Zorrilla, les démocrates monarchistes connus sous le nom de «Cimbrios (es)» (les « Cimbres »), dirigés par Cristino Martos et Nicolás María Rivero, et les républicains fédéraux, dont les dirigeants étaient Estanislao Figueras, Francisco Pi y Margall, Nicolás Salmerón et Emilio Castelar. D'autres groupes d'importances moindre sont le Parti modéré, de plus en plus proches des alphonsistes dirigés par Antonio Cánovas del Castillo, les secteurs carlistes, qui déclencheraient la troisième guerre carliste en 1872 pour tenter de placer le prétendant Charles de Bourbon (« Charles VII ») sur le trône et les indépendantistes cubains, ce qui conduirait à la guerre de Dix Ans après le « Cri de Yara ».

## Contexte
En 1863, la reine Isabelle II destitua le général Leopoldo O'Donnell, qui avait présidé le « gouvernement long » de l'Union libérale au cours des cinq années précédentes. Le Parti progressiste espérait être rappelé au pouvoir, mais la reine décida de nommer un membre chevronné du Parti modéré, le marquis de Miraflores, à la tête du pouvoir exécutif. Les progressistes choisirent alors de se retirer en ne présentant pas de candidats aux élections, cherchant par là à délégitimer ainsi les Cortes qui en étaient issues et par là, implicitement, la monarchie elle-même. Le gouvernement de Miraflores fut de courte durée, comme les deux suivants, également dirigés par des modérés, jusqu'à la nomination en 1864 à la présidence du gouvernement de l'« homme fort » du Parti modéré, le général Ramón María Narváez. Il resta au pouvoir jusqu'en juin 1865, date à laquelle il fut destitué par la reine à la suite des événements tragiques de la Nuit de la Saint-Daniel. Isabelle II rappela ensuite Leopoldo O'Donnell, à la tête de son parti, l'Union libérale, une sorte de parti de « centre » composé des modérés les plus progressistes (les dits « puritains ») et des progressistes les plus modérés (« tempérés »).
En juin 1866, le soulèvement de la caserne San Gil éclata à Madrid pour mettre fin à la monarchie, ainsi nommé car ce furent les sergents de cette caserne d'artillerie qui menèrent l'insurrection. Le mois suivant, la reine Isabelle II destitua le général O'Donnell, le jugeant trop clément envers les insurgés — bien que 66 d'entre eux soient fusillés — et rappela Narváez pour le remplacer. Narváez adopta immédiatement une politique autoritaire et répressive qui empêcha l'Union libérale de prendre le pouvoir. Cette dernière opta alors pour se retirer du Sénat, une stratégie qualifiée de «vacío en Palacio» (« vide au Palais ») — selon les propres termes d'O'Donnell —.

### Crise économique de 1866-1868

Réseau ferroviaire de l'Espagne au XIXe siècle.

Début 1866 éclata la première crise financière de l'histoire du capitalisme espagnol. Bien qu'elle fût précédée par la crise de l'industrie textile catalane, dont les premiers symptômes apparurent en 1862 à la suite de la pénurie de coton provoquée par la guerre de Sécession, le déclencheur de la crise financière de 1866 fut les pertes des compagnies ferroviaires, qui entraînèrent dans leur chute les banques et les sociétés de crédit. Les premières faillites de sociétés de crédit liées aux compagnies ferroviaires eurent lieu en 1864, mais c'est en mai 1866 que la crise toucha deux importantes sociétés de crédit de Barcelone, la Catalana General de Crédito et le Crédito Mobiliario Barcelonés, déclenchant une vague de panique.
La crise financière de 1866 fut aggravée par une grave crise de subsistance en 1867 et 1868, causée par les mauvaises récoltes de ces années-là. Les personnes touchées ne furent pas les hommes d'affaires ou les politiciens, comme lors de la crise financière, mais les classes populaires, en raison de la rareté et du coût élevé des produits de première nécessité comme le pain. Des émeutes populaires éclatèrent dans plusieurs villes, comme à Séville, où le prix du blé fut multiplié par six, ou à Grenade, au cri de « ¡Pan a ocho! » (« « Du pain à huit [[[réal espagnol|Réaux]]] ! » »). Cette crise fut aggravée par la montée du chômage, provoquée par la crise économique — elle-même déclenchée par la crise financière — qui toucha particulièrement deux des secteurs les plus créateurs d'emplois : les travaux publics, dont les chemins de fer, et le bâtiment. La coïncidence des deux crises créa « une situation sociale explosive qui donna aux classes populaires des arguments pour rejoindre la lutte contre le régime isabellin ».
Selon Juan Francisco Fuentes, « une relation de cause à effet entre la crise économique et la Révolution de 1868 » doit être exclue, même si « on ne peut ignorer l'importance que la grande crise du capitalisme espagnol, commencée en 1864, a eue sur la perception générale des élites politiques et économiques : la conviction que le régime isabellin, finalement réduit à une petite clique politico-cléricale, s'était complètement isolé de la réalité nationale. Aux yeux d'une grande partie de la société espagnole, c'était la fin d'une époque. Une grave crise de subsistance dans les années 1867-1868 allait finir par généraliser ce sentiment de catastrophe nationale qui s'était emparé du pays lors de la dernière étape du règne d'Isabelle II ».
La crise économique accéléra la détérioration politique de la monarchie. Le gouvernement dut faire face à plusieurs groupes hostiles : investisseurs, désireux de préserver leurs patrimoines, industriels, en quête de davantage de protectionnisme, et les paysans et ouvriers, qui souhaitaient se préserver de la famine.

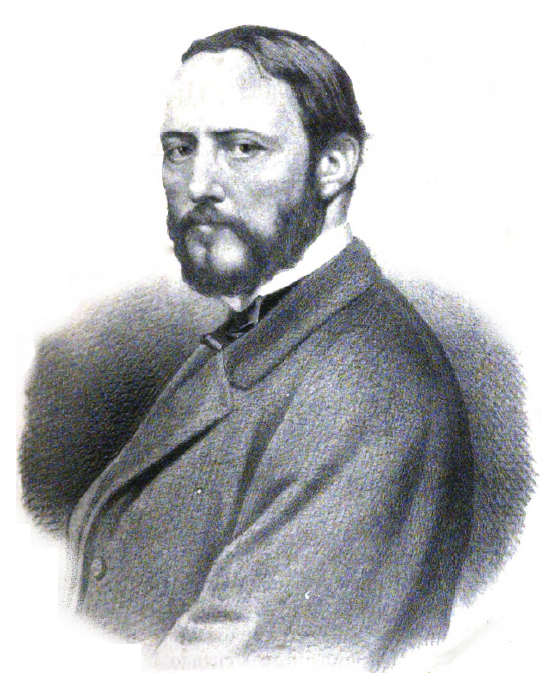
Juan Prim en 1869.

### Le pacte d'Ostende
Le pacte d'Ostende entre progressistes et démocratiques, nommé d'après la ville d'Ostende en Belgique où fut signé l'accord le 16 août 1866, fut une initiative du général progressiste Juan Prim visant à renverser la Monarchie d'Isabelle II. Il avait deux objectifs : « détruire les hautes sphères du pouvoir en place » et « nomination d'une assemblée constituante, sous la direction d'un gouvernement provisoire, qui déciderait du sort du pays, dont la souveraineté était la loi qui le représenterait, élue au suffrage universel direct ».
La formulation ambiguë du premier point autorisait l'incorporation d'autres personnalités et forces politiques. Ainsi, après la mort d'O'Donnell le 5 novembre 1867, les généraux Prim et Serrano – paradoxalement, le même qui avait dirigé la répression du soulèvement de la caserne de San Gil – signèrent en mars 1868 un accord par lequel l'Union libérale adhérait à l'accord. Par ce dernier, « l'Union libérale acceptait l'entrée dans un nouveau processus constituant et la recherche d'une nouvelle dynastie, ainsi que, conformément au deuxième point [du pacte d'Ostende], la souveraineté exclusive de la nation et le suffrage universel ».

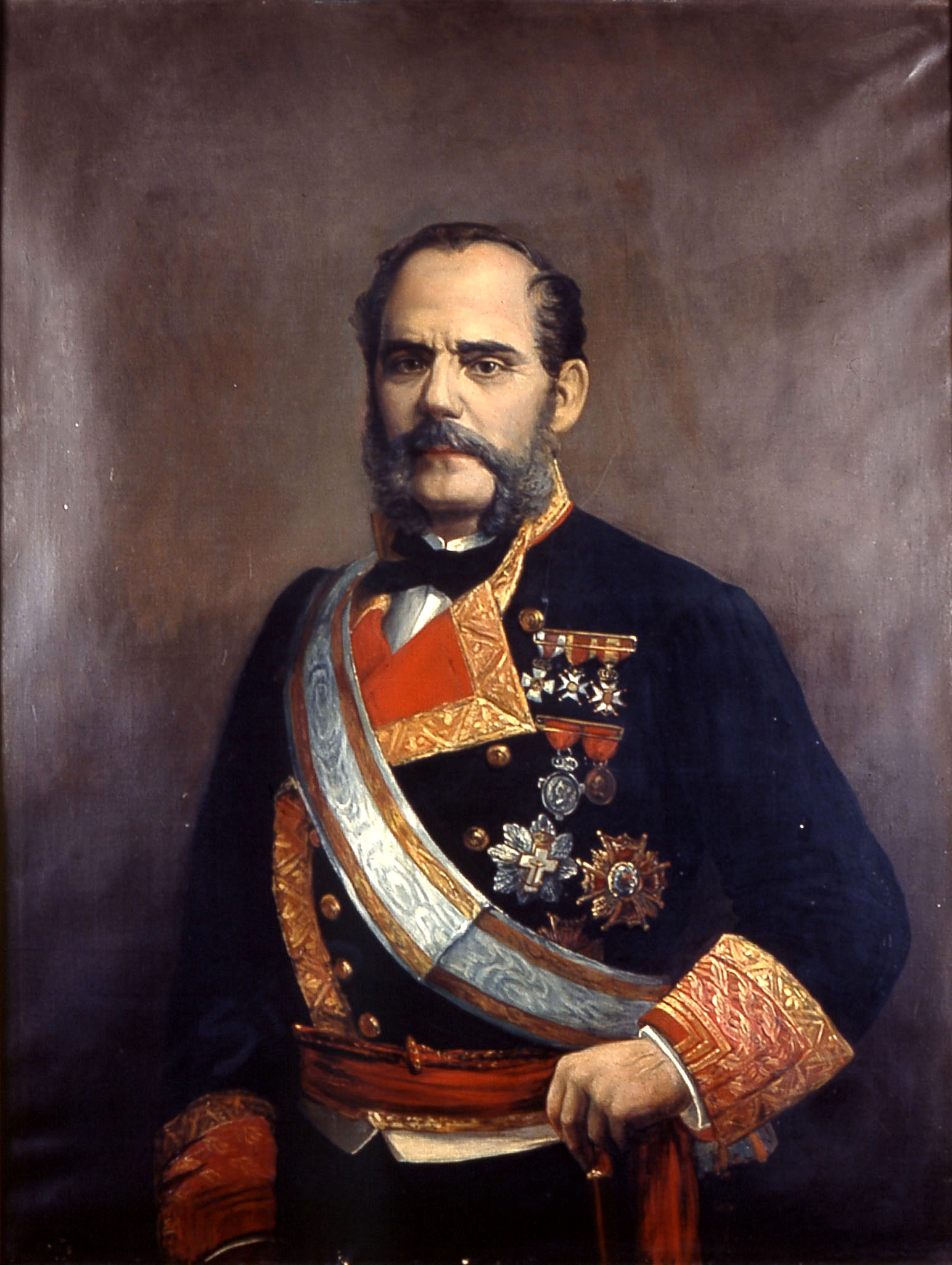
L'amiral Juan Bautista Topete (1887) par Rafael Monleón (Musée Naval de Madrid).

Narváez répliqua en intensifiant sa politique autoritaire. Les Cortes, fermées en juillet 1866, ne rouvrirent pas, car elles furent dissoutes et de nouvelles élections furent convoquées début 1867. L'« influence morale » du gouvernement  — euphémisme pour désigner la fraude électorale organisée au niveau institutionnel et contrôlée par le gouvernement — donna aux députés ministériels une majorité si écrasante que l'Union libérale, parti qui ressemblait le plus à une opposition parlementaire, fut réduite à quatre députés. De plus, le nouveau règlement des Cortes, approuvé en juin 1867, trois mois après leur ouverture, abolit le vote de censure, réduisant ainsi considérablement leur capacité à contrôler le gouvernement. En avril 1868, le général Narváez mourut et la reine nomma à sa place l'ultraconservateur Luis González Bravo, qui poursuivit la politique autoritaire et répressive de son prédécesseur.

## Révolution: «la Glorieuse»
Le 16 septembre 1868, le général Prim arriva à Cadix en provenance de Londres via Gibraltar. Deux jours plus tard, le 18 septembre, l'amiral Juan Bautista Topete se souleva à la tête de la flotte. Le 19, après l'arrivée du général Serrano et du reste des généraux unionistes convaincus venus des îles Canaries, Topete lut un manifeste rédigé par l'écrivain unioniste Adelardo López de Ayala, justifiant le soulèvement et concluant par le cri « Viva España con honra! » (« Vive l'Espagne avec honneur ! »), qui deviendrait célèbre. Les jours suivants, le soulèvement s'étendit au reste du pays, en commençant par l'Andalousie. Des juntes provinciales furent formées, chargées de mobiliser la population en promettant le suffrage universel, l'élimination des consumos — impôt à la consommation sur les produits de première nécessité, particulièrement impopulaires auprès des classes laborieuses —, la fin du recrutement militaire forcé et une nouvelle Constitution. Dans les villes, des juntes révolutionnaires, composées de démocrates et de progressistes, prirent le pouvoir.
Le jour même de la publication du manifeste des rebelles, González Bravo démissionna. La reine Isabelle II nomma le général José Gutiérrez de la Concha pour le remplacer. Ce dernier organisa une armée à Madrid du mieux qu'il put, compte tenu du manque de soutien parmi les commandants militaires, et l'envoya en Andalousie sous le commandement du général Manuel Pavía y Lacy, marquis de Novaliches, pour mater la rébellion. Il conseilla également à la reine à quitter Saint-Sébastien, où elle était en villégiature, pour rentrer à Madrid. Néanmoins, peu après le départ du train, le général de la Concha envoya un télégramme à la reine lui demandant de rester à Saint-Sébastien, la situation des forces loyales s'étant dégradée.
Le 28 septembre eut lieu la bataille décisive d'Alcolea (dans la province de Cordoue), remportée par les forces rebelles du général Serrano, soutenues par des milliers de volontaires armés. Le lendemain, le soulèvement triomphait à Madrid ; le 30, Isabelle II quittait l'Espagne depuis Saint-Sébastien. Toute résistance des forces loyales à la reine cessa alors et, le 8 octobre, un gouvernement provisoire fut formé, présidé par le général Serrano et incluant le général Prim et l'amiral Topete. Ainsi fut scellé le triomphe de ce qui allait être appelé la Révolution de 1868, ou « Glorieuse Révolution », qui mit fin au règne d'Isabelle II.

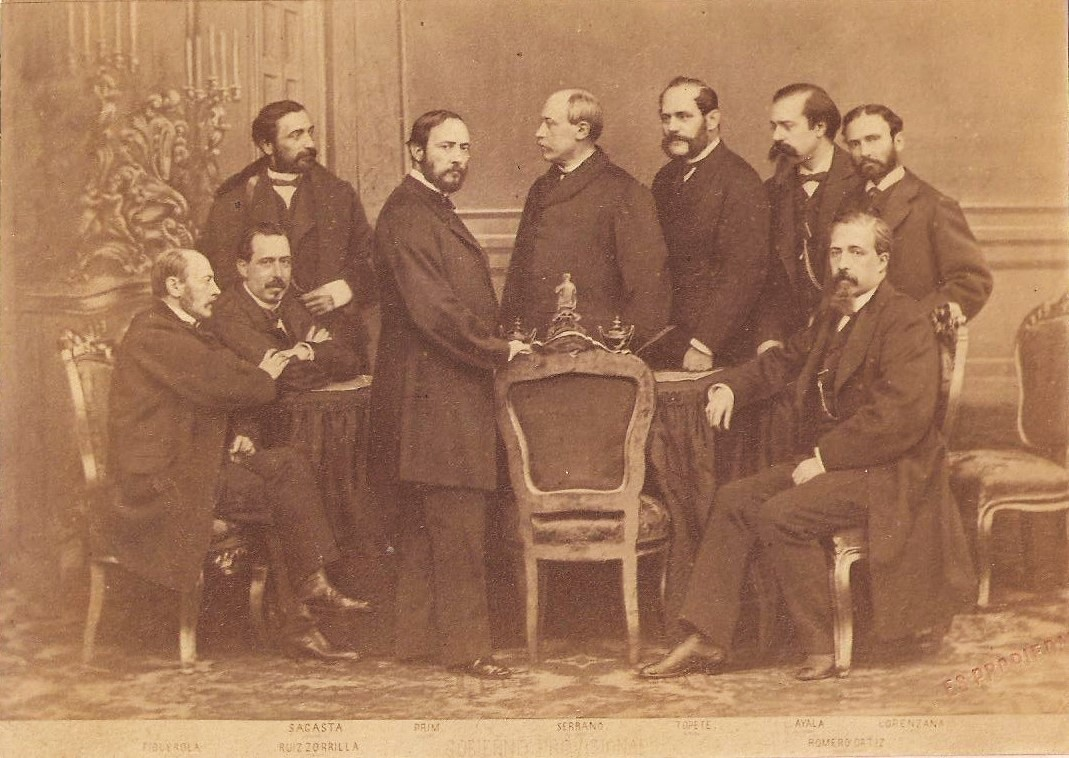
Le gouvernement provisoire en 1869. De gauche à droite : Laureano Figuerola (Trésor), Práxedes Mateo Sagasta (Gouvernement), Manuel Ruiz Zorrilla (Fomento), Juan Prim (Guerre), Francisco Serrano (président du gouvernement provisoire), Juan Bautista Topete (Marine), Adelardo López de Ayala (Outre-mer), Antonio Romero Ortiz (Grâce et Justice) et Juan Álvarez Lorenzana (État). Photographie de Jean Laurent.

## Le gouvernement provisoire

### Composition du gouvernement provisoire et des forces politiques
Après le triomphe de la révolution, un gouvernement provisoire fut formé, présidé par le général Serrano (unioniste), avec Prim (progressiste) au ministère de la Guerre, l'amiral Juan Bautista Topete (unioniste) à la Marine, et Sagasta (progressiste) à celui de l'Intérieur (Gobernación). Les démocrates refusent de rejoindre le gouvernement car on ne leur proposa qu'un seul ministère.
Lorsque le Gouvernement provisoire se déclara en faveur de la monarchie, rompant ainsi l'engagement du pacte d'Ostende de rester neutre sur la question de la forme de gouvernement, le Parti démocrate opta clairement pour une république et prit le nom de Parti républicain démocrate fédéral. Une minorité de démocrates, convaincus de la compatibilité de la démocratie avec la monarchie — tout en continuant de soutenir une république, mais à plus long terme —, quittèrent le parti et rejoignirent la coalition des unionistes et des progressistes qui soutenaient le Gouvernement provisoire. On les appela «Cimbrios (es)» (les « Cimbres »).
Cependant, au sein du Parti républicain fédéral cohabitaient plusieurs tendances. Une tendance plus conservatrice, menée par Emilio Castelar, dont la conception de l'Espagne était celle d'une administration unitaire ou centraliste. Un deuxième secteur « centriste », mené par Francisco Pi y Margall, défendait la république fédérale, concevant l'Espagne comme une fédération convenue d'États régionaux historiques ; de plus, il acceptait la légalité et s'opposait à l'insurrection armée. Enfin, il y avait les « intransigeants » (intransigentes) qui, contrairement aux « bienveillants » (benévolos) — comme ils appelaient les conservateurs et les centristes — soutenaient l'insurrection pour construire l'État fédéral « de bas en haut ». Ils manquaient de leader clair, mais considéraient le républicain chevronné José María Orense comme leur « patriarche ». Les bases sociales républicaines se trouvaient dans la petite bourgeoisie, les classes populaires urbaines (artisans, salariés) et une partie du mouvement ouvrier et paysan avant que celui-ci ne soit attiré par les idées et les organisations anarchistes et socialistes .

### Élections constituantes et réformes
Les Cortes constituantes furent convoquées pour la première fois au suffrage universel masculin (pour les plus de 25 ans), avec une participation de 70 % des électeurs. La composition politique du Parlement était la suivante : progressistes (159 députés), unionistes (69), républicains fédéraux (69), démocrates (20), carlistes (18), isabéliens ou libéraux modérés (14) et républicains unitariens (2). Ces derniers rédigeraient et approuveraient la Constitution de la nouvelle monarchie en juin 1869.
Outre l'approbation de la Constitution, les Cortes abordèrent l' abolition de l'esclavage, limitée pour l'instant au descendants d'esclaves (loi Moret du 4 juillet 1870, du nom de Segismundo Moret, ministre des Territoires d'Outre-mer puis des Finances). L'abolition complète dut attendre plusieurs années : 1873 pour Porto Rico et 1886 pour Cuba. Dans les deux colonies, les soulèvements indépendantistes connus sous les noms de « Grito de Lares » (de courte durée à Porto Rico) et « Grito de Yara » (qui déboucha sur la Guerre des Dix Ans de Cuba) avaient eu lieu simultanément avec la révolution dans la métropole. Au sein du mouvement indépendantiste, un affrontement éclata entre les riches propriétaires de plantations et le reste du peuple cubain, favorable à la fin du régime esclavagiste. La manière dont les deux questions (coloniale et esclavagiste) furent gérées fournit des arguments importants à l'opposition aux gouvernements du sexennat.
D'autre part, le gouvernement décréta la liberté de la presse et la liberté d'association. Les professeurs sanctionnés, comme Emilio Castelar, furent réintégrés à l'université. Des mesures économiques ont furent prises pour combler le déficit public, comme l'instauration de la peseta comme unité monétaire et l'officialisation du système métrique décimal.

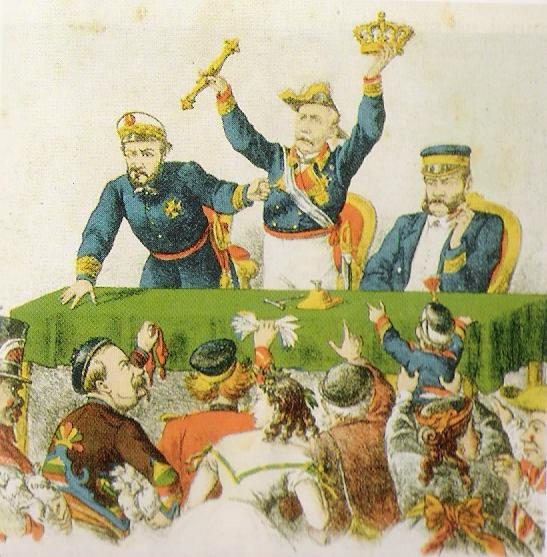
Prim, Serrano et Topete vendent aux enchères la Couronne espagnole, La Flaca (1869).

### La recherche d'un nouveau roi
La victoire électorale des partis qui défendaient la monarchie comme forme de gouvernement, telle que consacrée par la Constitution de 1869, obligea le nouveau gouvernement à trouver un nouveau roi pour l'Espagne. Entre-temps, conformément à la Constitution, le général Serrano assuma la régence .
Trouver un roi devint un sérieux problème national et international. Les forces politiques qui avaient renversé Isabelle II ne parvenaient pas à s'entendre sur son successeur : le duc de Montpensier, pour les unionistes, ou Ferdinand de Saxe-Cobourg, pour les progressistes. Des rivalités éclatèrent entre les principales puissances européennes — toutes des monarchies — pour « placer » « leur » candidat sur le trône vacant de la Couronne d'Espagne.

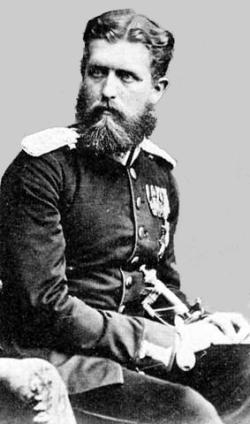
Léopold de Hohenzollern-Sigmaringen.

Après la chute d’Isabelle II, la recherche d’un nouveau roi devint un grave problème, tant sur le plan intérieur — les forces politiques qui l’avaient chassé du pouvoir ne parvenant pas à se mettre d’accord sur le remplaçant : le duc de Montpensier pour les unionistes, Ferdinand de Saxe-Cobourg-Gotha pour les progressistes — qu’international, avec une compétition au sein des principales puissances européennes (toutes étant des monarchies) dont chacune cherchait à placer son candidat sur le trône d’Espagne. Le gouvernement espagnol annonça la candidature du prince prussien Léopold de Hohenzollern-Sigmaringen, mais qui suscita rapidement l'opposition de Napoléon III qui, en pleine rivalité avec la Prusse, considérait comme une potentielle menace le fait que deux territoires frontaliers de la France soient sous la coupe d’une même maison royale. C’est même là que figura le prétexte du début de la guerre franco-prussienne de 1870-1871. De même, Napoléon III s’opposa à la candidature de Montpensier, étant donné l'antagonisme entre les deux dynasties françaises — les maisons Bonaparte et d'Orléans — ; de plus, en raison la parenté de Montpensier avec les Bourbon — le candidat était beau-frère de la reine détrônée Isabelle —, ce choix recevait peu de soutien de la part des monarchico-démocrates espagnols. Il restait donc la candidature italienne de la maison de Savoie, impulsée par Prim à partir de 1870 jusqu’à en devenir le principal défenseur.
Le 16 novembre 1870, les Cortès constituantes élurent le duc d'Aoste Amédée de Savoie, second fils du roi d’Italie Victor-Emmanuel II, nouveau roi d'Espagne sous le nom d'Amédée Ier, avec 191 votes pour, 100 votes contre et 19 abstentions — 60 députés votèrent pour la république fédérale, 27 pour le duc de Montpensier, 8 pour le général progressiste Espartero et 2 pour le prince Alphonse de Bourbon, fis d’Isabelle II —. « La solution ne satisfaisait que les progressistes et fut acceptée avec une énorme froideur par l’opinion publique espagnole, qui n’en arriva jamais à sentir le moindre enthousiasme pour le prince italien ». Dans son célèbre roman Pequeñeces… (es), le père Coloma (es) fit référence à une « grotestque satire » intitulée « Le Prince Lila », célébrée dans les jardins du Retiro de Madrid, « dans laquelle le monarque régnant était désignait par le nom de Macarroni Ier » « pendant qu'une foule immense de toutes les couleurs et nuances applaudissait ».

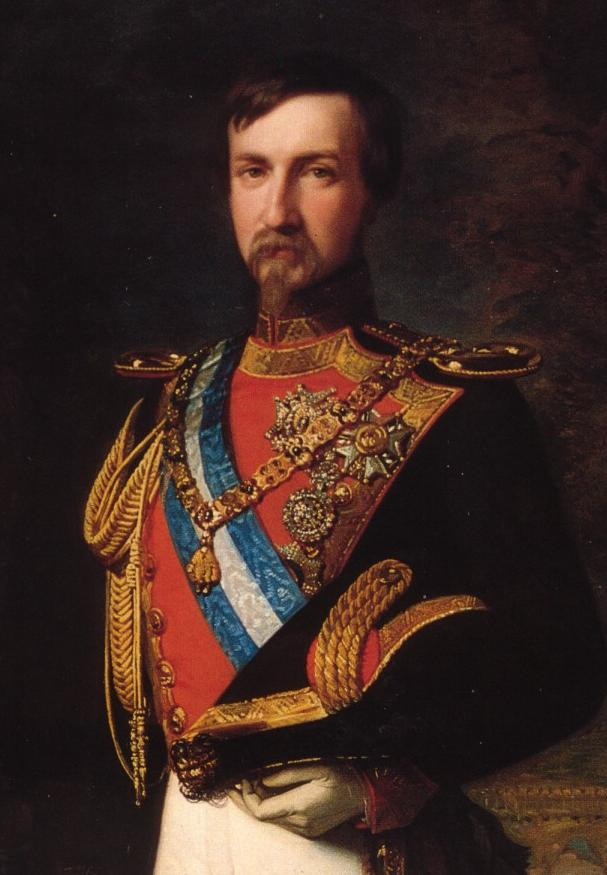
Le duc de Montpensier.

La séance des Cortès du 16 novembre 1870, présidée par Manuel Ruiz Zorrilla, au cours de laquelle eut lieu le vote pour l'élection du nouveau roi, donna le résultat suivant :
| Candidature             | Votes |
| ----------------------- | ----- |
| Amédée de Savoie        | 191   |
| République fédérale     | 60    |
| Duc de Montpensier      | 27    |
| Baldomero Espartero     | 8     |
| Alphonse de Bourbon     | 2     |
| République unitaire     | 2     |
| République              | 1     |
| Duchesse de Montpensier | 1     |
| Blancs                  | 19    |
| Total                   | 311   |

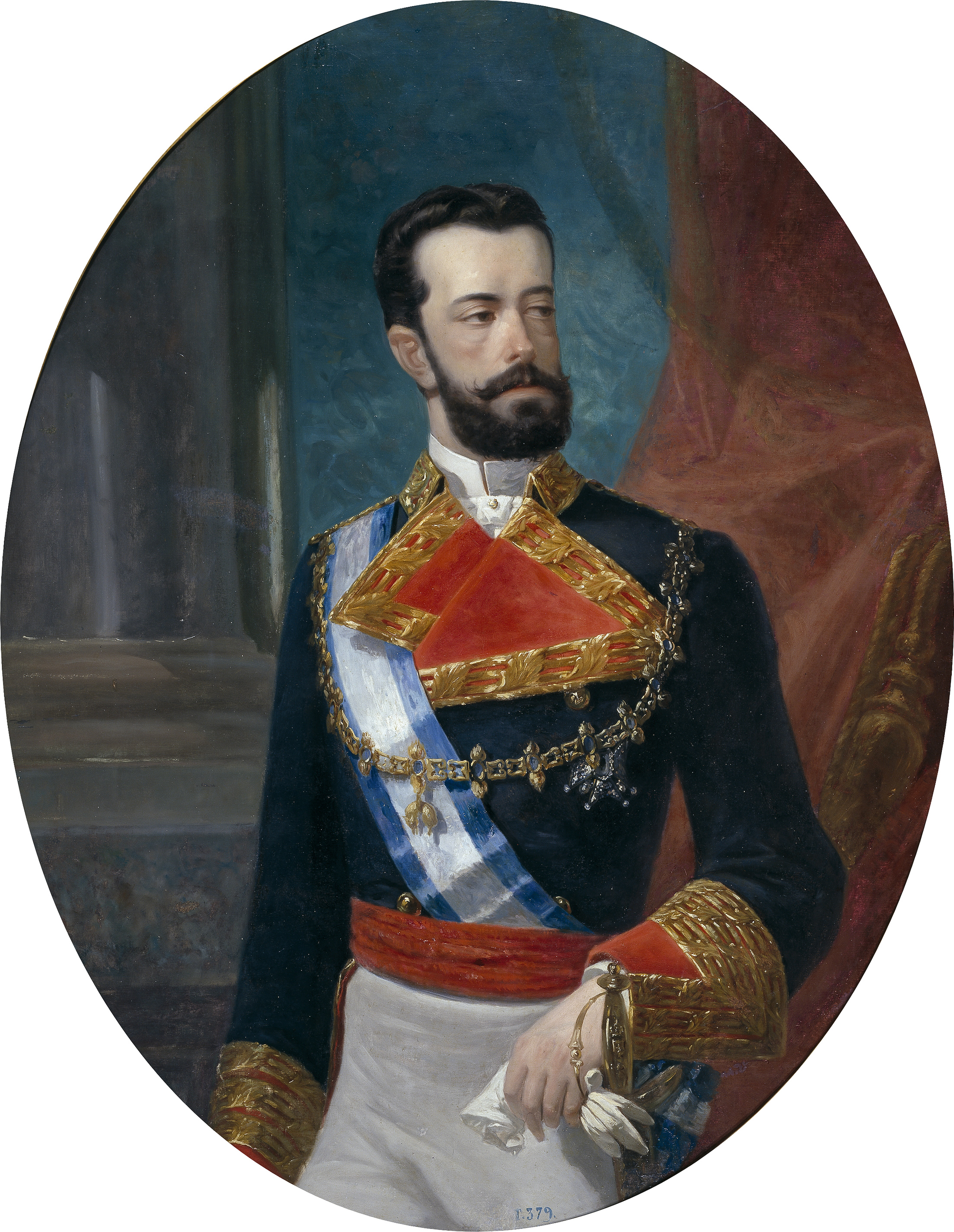
Amédée de Savoie.

Le nouveau roi entra à Madrid le 2 janvier 1871 et le même jour prêta serment devant les Cortes sur la Constitution de 1869.

## La monarchie parlementaire d'Amédée Ier (1871-1873)

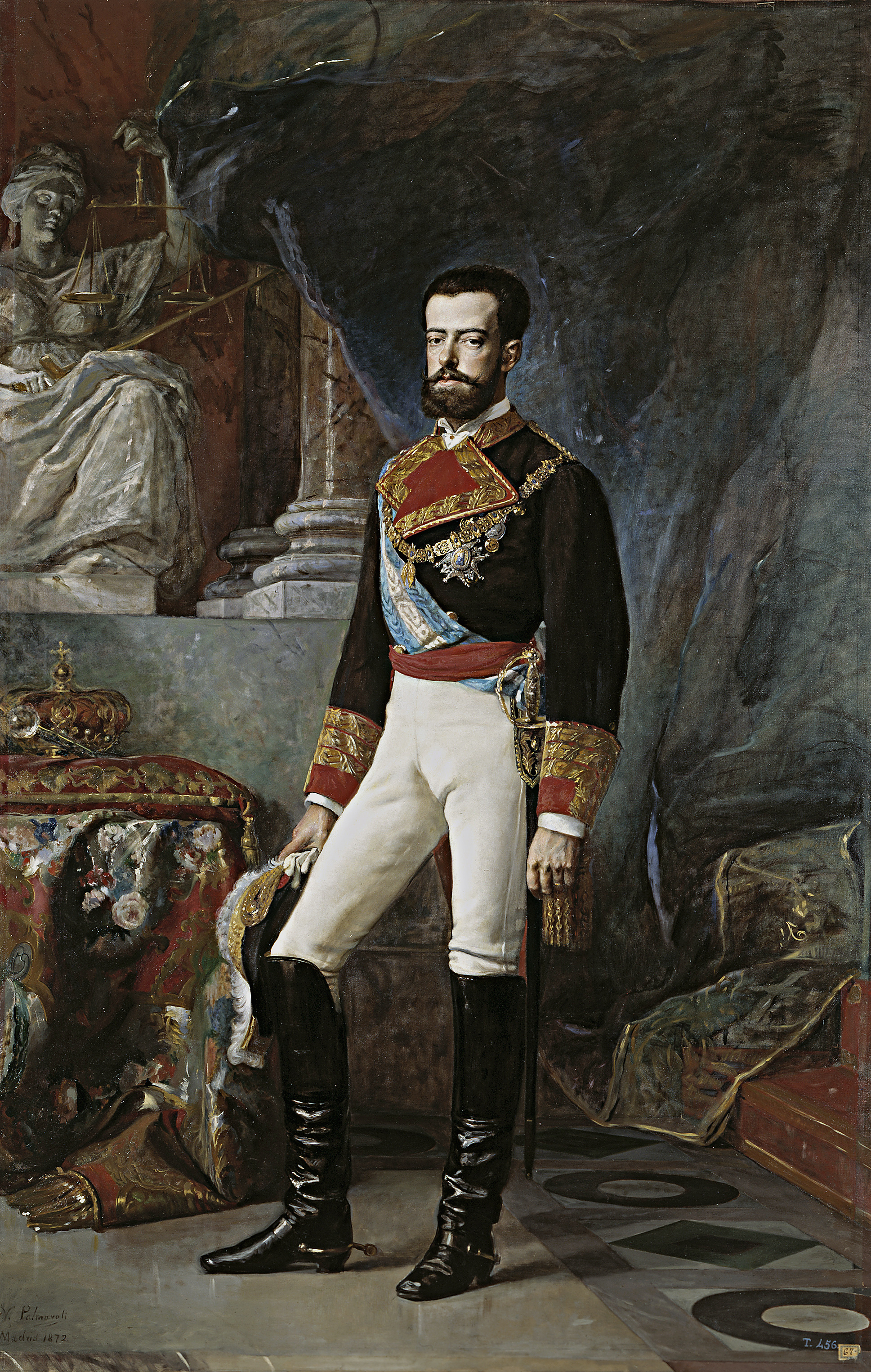
Retrato de Amadeo I (1872), par Vicente Palmaroli (Musée du Prado).

Le règne d'Amédée Ier fut la première tentative dans l' histoire de l'Espagne de mettre en pratique la forme de gouvernement de la monarchie parlementaire (« monarchie populaire » ou « monarchie démocratique », comme on l'appelait à l'époque). Il se solda par un échec retentissant en ne durant que deux ans : du 2 janvier 1871, date à laquelle il fut proclamé roi par les Cours constituantes, au 10 février 1873, date à laquelle le monarque présenta son abdication.
Parmi les raisons souvent invoquées figure le fait que, le jour même de l'arrivée du nouveau roi en Espagne, le général Prim mourut à Madrid, victime d'un attentat survenu trois jours plus tôt. Prim, en plus d'être le principal soutien du monarque, était le chef du Parti progressiste, la principale force politique de la coalition monarchiste-démocrate ; sa mort déclencha la lutte pour la succession entre Práxedes Mateo Sagasta et Manuel Ruiz Zorrilla, qui aboutit finalement à la « désintégration traumatique » de la coalition destinée à soutenir la monarchie d'Amédée : « la tenue de trois élections générales aux Cortes et la succession de six cabinets ministériels en deux ans de règne témoignent de l'instabilité politique du régime ». Ainsi, « la désertion des [forces] qui auraient dû la soutenir a rendu l'expérience impossible ».
Une autre raison est que la monarchie d'Amédée Ier ne pouvait pas intégrer les groupes politiques d'opposition qui ne reconnaissaient pas la légitimité du nouveau roi et continuaient à défendre leur propre projet politique (république, monarchie carliste ou alphonsine). Les républicains fédéraux menèrent plusieurs insurrections armées en Andalousie et en Catalogne, au cours desquelles les revendications populaires telles que la redistribution des terres, l'abolition des recrutements militaires forcés (quintas) et les consumos étaient mêlées, illustrant le manque de soutien du régime par le peuple, n'acceptant pas le nouveau monarque qu'il surnommait moqueusement « Macarronini Ier » ou « Macarrón Ier ».
Pour leur part, les carlistes lancèrent une nouvelle offensive militaire en 1872, qui se prolongerait jusqu'en 1876, soit plus d'un an après la fin du Sexennat. Dirigés par le prétendant Don Carlos de Bourbon (« Charles VII »), petit-fils de Carlos María Isidro (« Charles V » dans la succession carliste), ils mobilisèrent quelque 45 000 hommes armés. Pour accroître le soutien dont il bénéficiait, le prétendant rétablit le 16 juin les fors catalans, aragonais et valenciens, abolis par Philippe V au début du XVIIIe siècle ; en outre, il établit un gouvernement à Estella, embryon d'un État carliste avec des conseils municipaux et des députations provinciales organisés selon le régime foral, promoteurs des langues locales et des institutions traditionnelles antérieures à 1700. L'insurrection eut du succès en Catalogne, en Navarre, dans les provinces basques et dans des points isolés du reste de l'Espagne, où les troupes carlistes contrôlaient les zones rurales mais pas les villes.
Le lendemain de l'abdication d'Amédée Ier, le 10 février, les Cortes bicamérales, réunies selon un procédé non prévu par la Constitution de 1869, proclamèrent la République le 11 février 1873.

## Première République espagnole (1873-1874)

### République fédérale (1873)
Le 11 février 1873, au lendemain de l'abdication d' Amédée Ier, le Congrès et le Sénat, constitués en Assemblée nationale, proclamèrent la République par 258 voix contre 32, mais sans la définir comme unitaire ou fédérale, laissant cette décision à de futures Cortes constituantes, et nommèrent le républicain fédéral Estanislao Figueras comme président de l'exécutif.

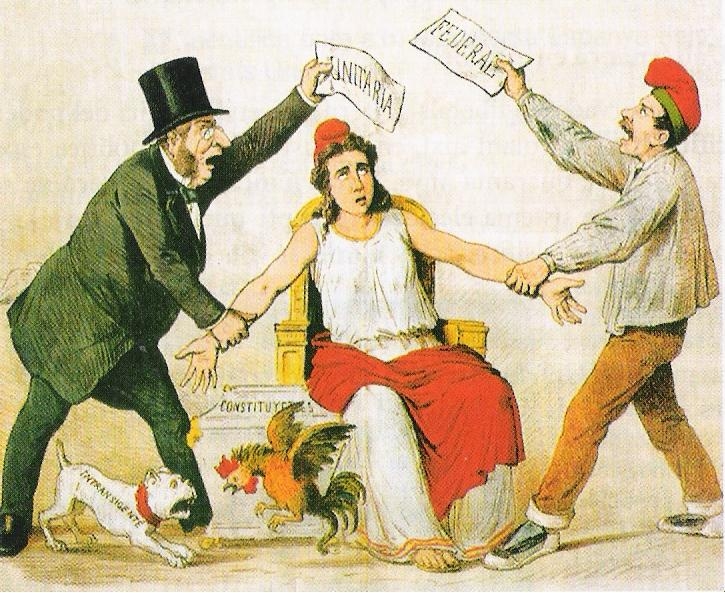
Caricature de la revue satirique catalane La Flaca du 3 mars 1873 sur la lutte entre les radicaux, qui défendent la république unitaire (représentés par un bourgeois, et les républicains fédéraux intransigeants (représentés par un artisan portant la barretina catalane).

En mai, des élections à Cortes constituantes eurent lieu. En raison du retrait des autres partis, elles se soldèrent par une victoire écrasante du Parti républicain fédéral. Cette situation était néanmoins trompeuse, car les députés républicains fédéraux à l'Assemblée constituante étaient en réalité divisés en trois groupes :
- Les « intransigeants », forts d'environ 60 députés, formaient l’aile gauche de la Chambre et défendaient la constitution des Cortès en une « Convention », assumant l’ensemble des pouvoirs de l’État pour constituer la République fédérable du bas vers le haut — depuis les municipalités aux cantons ou États, et de ces derniers au pouvoir fédéral —, ainsi que l’introduction de réformes sociales afin d’améliorer les conditions de vie des prolétaires. Ce secteur n’avait pas clairement de leader, mais ses membres reconnaissaient José María Orense, le vieux marquis d’Albaida, comme leur « patriarche ». Parmi ses membres les plus remarquables figuraient Nicolás Estévanez (en), Francisco Díaz Quintero (es), les généraux Juan Contreras y Román (es) et Blas Pierrad (es), ou les écrivains Roque Barcia (es) et Manuel Fernández Herrero.
- Les « centristes » menés par Pi y Margall, qui s’accordaient avec les « intransigeants » sur l’objectif de construire une république fédérale, mais prétendaient le faire « depuis le haut vers le bas », c’est-à-dire en constituant tout d’abord une Constitution fédérale puis seulement dans un deuxième temps les cantons ou États fédérés. Ce secteur disposait d’un nombre de députés relativement réduit, qui s’exprimèrent de plus à de multiples reprises de façon non unitaire dans les votes, bien que montrant en général une préférence pour les propositions des « intransigeants ».
- Les « modérés » constituaient l’aile droite de la chambre et étaient menés par Emilio Castelar et Nicolás Salmerón — d’autres figures notables de ce secteur étaient Eleuterio Maisonnave et Buenaventura de Abarzuza y Ferrer (en) —. Ils défendaient la formation d’une République démocratique ouverte à tous les courants libéraux, rejetaient la transformation des Cortès en un pouvoir révolutionnaire réclamé par les « intransigeants » et coïncidaient avec les partisans de Pi y Margall sur la priorité à accorder à l’approbation par le Parlement d’une nouvelle Constitution. Ils formaient le groupe le plus nombreux, mais il y avait certaines différences entre les suiveurs de Castelar, partisans d’une politique de conciliation avec les radicaux et les constitutionnalistes pour les inclure dans le nouveau régime, et ceux de Salmerón, qui soutenaient que la République devait se fonder uniquement sur une alliance entre les « vieux » républicains. Le modèle d’État des « modérés » était la République française, tandis que celui des autres secteurs était la Suisse et les États-Unis, deux républiques à la structure fédérale.

Malgré cette division, ils n'eurent aucun mal à proclamer la république fédérale le 8 juin, une semaine après l'ouverture des Cortes constituantes sous la présidence du vétéran républicain intransigeant José María Orense, par 218 voix contre deux.

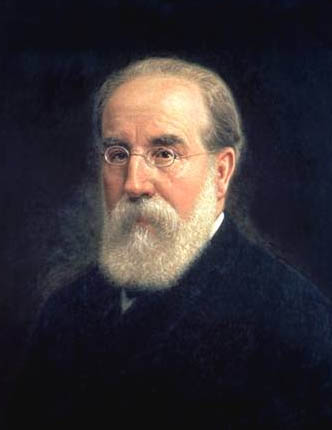
Portrait de Francisco Pi y Margall, deuxième président du pouvoir exécutif de la République.

Lorsque le président du pouvoir exécutif, Estanislao Figueras, qui souffrait d'une grave dépression à la suite du décès de sa femme, apprit que les généraux intransigeants Juan Contreras et Blas Pierrad préparaient un coup d'État pour instaurer la République fédérale « depuis le bas », en dehors du gouvernement et des Cortes, craignant pour sa vie, il s'enfuit en France le 10 juin. Il fut remplacé par le républicain fédéral centriste Francisco Pi y Margall, qui fit de la défaite des carlistes, déjà en guerre depuis plus d'un an, et de la rédaction et de l'approbation de la nouvelle Constitution de la République fédérale une priorité. Toutefois, le gouvernement de Pi y Margall rencontra rapidement l'opposition des républicains fédéraux intransigeants, car son programme n'incluait pas certaines des revendications historiques des fédéralistes, telles que « l'abolition du monopole du tabac, de la loterie, des taxes judiciaires et des consumos rétablis en 1870 à cause du manque de ressources » de l'État. Les « intransigeants » exigeaient par dessus que les Cortes, pendant que la nouvelle Constitution de la République démocratique fédérale était en cours d'élaboration et d'approbation, se constituent en Convention, d'où émergerait un Comité de Salut public (Junta de Salud Pública) qui détiendrait le pouvoir exécutif, proposition rejetée par Pi y Margall et par la majorité des députés centristes et modérés soutenant le gouvernement.
Les intransigeants répliquèrent à la politique d'« ordre et de progrès » du gouvernement Pi y Margall en abandonnant les Cortes le 1er juillet, accusant le gouvernement d'avoir temporisé, et même capitulé, devant les ennemis de la République fédérale. Les « intransigeants » réclamèrent alors la formation immédiate et directe de cantons, afin de construire la république de bas en haut, ce qui déclencherait la rébellion cantonale. Pour la diriger, un Comité de salut public fut formé à Madrid, bien que l'initiative vînt des fédéralistes de chaque localité. Si, dans certains cas, comme celui de Malaga, ce sont les autorités locales qui menèrent le soulèvement, dans la majorité d'entre eux des juntes révolutionnaires furent formées. Deux semaines après le retrait des Cortes, la révolte était un fait à Murcie, au Pays valencien et en Andalousie.
Pour mettre fin à la rébellion cantonale, Pi y Margall refusa d'appliquer les mesures exceptionnelles proposées par le secteur modéré de son parti, notamment la suspension des sessions des Cortes. Le président espérait que l'approbation rapide de la Constitution fédérale — qui n'eut pas lieu — et la voie du dialogue — qui lui avait déjà été favorable lors de la proclamation de l'État catalan par la députation de Barcelone en mars — ramèneraient les rebelles à la raison. Il n'hésita toutefois pas à recourir à la répression. Cependant, la politique de persuasion et de répression de Pi y Margall ne parvenant pas à enrayer la rébellion cantonale, le secteur modérélui  retira son soutien le 17 juillet, votant en faveur de Nicolás Salmerón. Le lendemain, Pi y Margall démissionnait, après 37 jours de mandat.
La devise du nouveau gouvernement de Salmerón fut « l'État de droit ». Pour réprimer la rébellion cantonale, il prit des mesures sévères, comme la destitution des gouverneurs civils, des maires et des militaires qui avaient d'une manière ou d'une autre soutenu les cantonalistes, puis la nomination de généraux — certains même opposés à la République fédérale — comme Manuel Pavía et Arsenio Martínez Campos, pour commander des expéditions militaires en Andalousie et au Pays valencien, respectivement, afin de mettre fin à la rébellion. De plus, il mobilisa les réservistes et augmenta les effectifs de la Garde civile de 30 000 hommes, nomma des délégués du gouvernement dans les provinces, dotés des mêmes attributions que l'Exécutif, autorisa les députations provinciales à imposer des contributions de guerre et à organiser des forces armées provinciales, et décréta que les navires contrôlés par le Canton de Carthagène seraient considérés comme des pirates, ce qui signifiait que tout navire pouvait les attaquer, qu'il se trouve ou non dans le domaine maritime espagnol. Grâce à ces mesures, les différents cantons furent soumis les uns après les autres, à l'exception de celui de Carthagène, qui résista jusqu'au 12 janvier 1874.

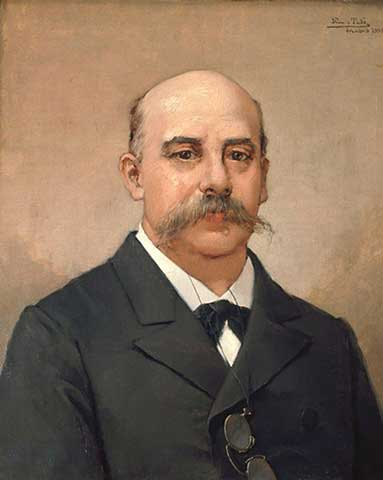
Emilio Castelar, quatrième président du pouvoir exécutif de la Première République espagnole

Nicolás Salmerón démissionna car il refusait de signer les condamnations à mort de plusieurs soldats accusés de trahison, car, en tant que krausiste, il était catégoriquement opposé à la peine de mort. Pour le remplacer, les Cortes élirent Emilio Castelar le 7 septembre. Immédiatement, Castelar obtint de celles-ci la concession de pouvoirs extraordinaires pour mettre fin à la guerre carliste et à la rébellion cantonale, ainsi que la suspension de ses sessions du 20 septembre 1873 au 2 janvier 1874, ce qui eut entre autres conséquences la paralysie du débat et de l'approbation du projet de Constitution fédérale.
Les pouvoirs extraordinaires obtenus par Castelar lui permirent de gouverner par décret, pouvoir qu'il utilisa aussitôt pour réorganiser le Corps d'Artillerie, qui avaient été dissous entre le 8 et le 9 février, à la fin du règne d'Amédée Ier. Il appela les réservistes et demanda une nouvelle levée de troupes, avec laquelle il obtint une armée de 200 000 hommes, et lança un emprunt de 100 millions de pesetas pour couvrir les dépenses de guerre.
Fin novembre, le gouvernement de Castelar ordonna au général Ceballos, qui dirigeait le siège de Carthagène après la démission du général Martínez Campos, qui l'avait commencé le 15 août, de bombarder Carthagène afin de « briser le moral des défenseurs ou du moins de les contrarier ». Le bombardement commença le 26 novembre 1873, sans avertissement, et se poursuivit jusqu'au dernier jour du siège, le 12 janvier 1874, avec un total de 27 189 projectiles : « un véritable déluge de feu » qui fit 800 blessés et 12 morts, et détruisit la plupart des bâtiments (seules 28 maisons restèrent indemnes). Les canons des châteaux de Carthagène et les frégates répondirent, mais leur efficacité fut bien moindre, compte tenu de la dispersion des forces gouvernementales qui assiégeaient la ville par voie terrestre. Après la première semaine de bombardements, lorsque les assiégeants constatèrent que les défenses de Carthagène étaient intactes, le général Ceballos démissionna ; le 10 décembre, il fut remplacé par le général José López Domínguez, également antirépublicain et, de plus, neveu du général Serrano, chef du Parti constitutionnel monarchiste. Lors de l'entretien qu'il eut à Madrid avec Castelar, ce dernier insista sur la nécessité d'obtenir la reddition de Carthagène, quel qu'en soit le prix, avant le 2 janvier, date prévue pour la réouverture des Cortes.

### République unitaire: la dictature de Serrano (1874)

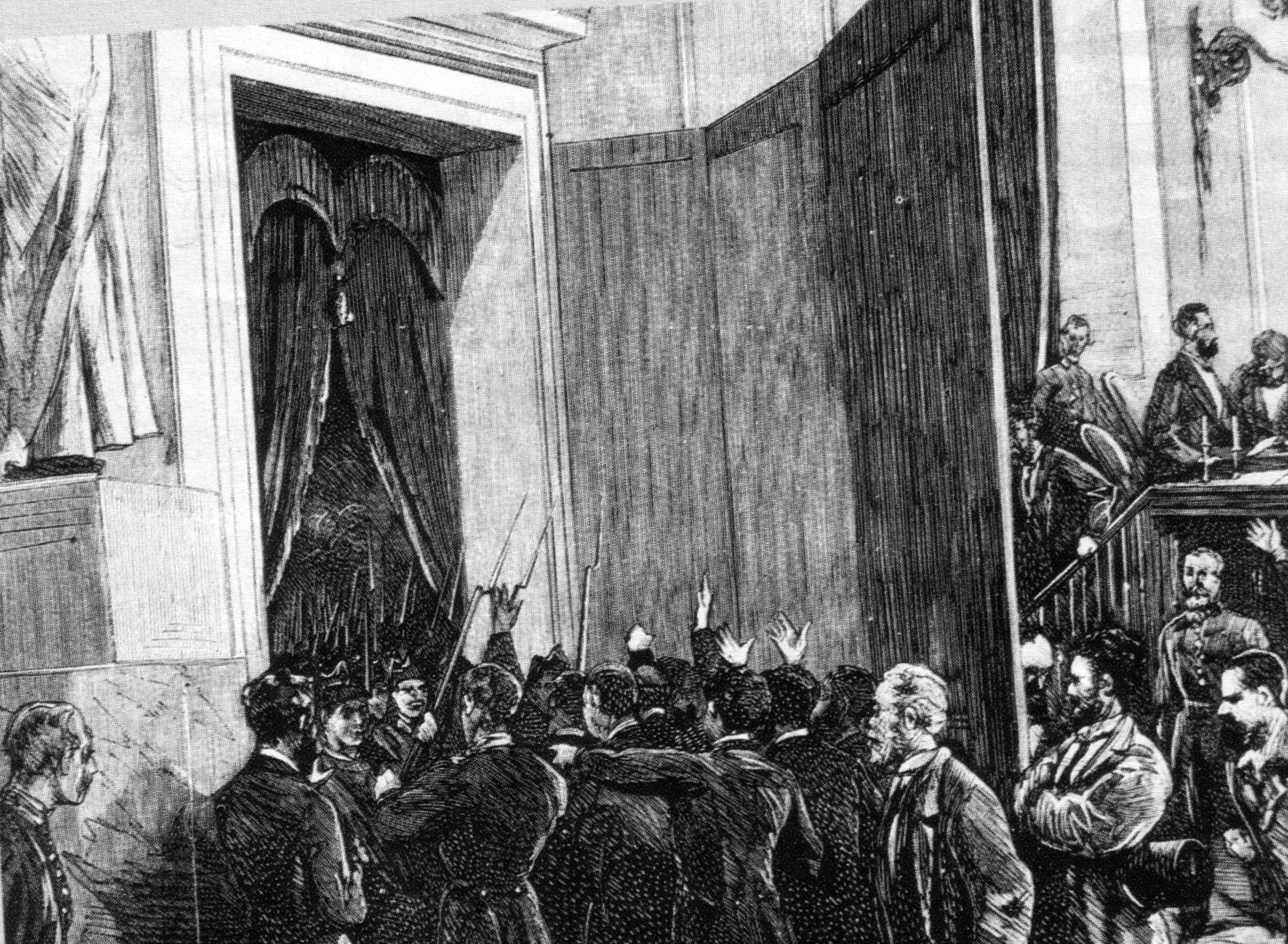
Entrée des forces du général Pavía au Congrès des députés au petit matin du 3 janvier 1874.

Lorsque les Cortes rouvrirent à deux heures de l'après-midi le 2 janvier 1874, le capitaine général de Madrid, Manuel Pavía, tenait ses troupes prêtes au cas où Castelar perdrait le vote parlementaire. Après minuit, le vote de confiance eut lieu, au cours duquel le gouvernement fut défait par 100 voix pour et 120 contre, forçant Castelar à démissionner. Pavía partit alors pour le Congrès des députés avec les régiments engagés et, à son arrivée, la Garde civile, qui gardait le Congrès, se mit à ses ordres. Après avoir ordonné au président du Congrès des députés, Nicolás Salmerón, de l'évacuer, les forces de la Garde civile et de l'armée entrèrent dans le bâtiment du Congrès en tirant des coups de feu en l'air dans les couloirs, et les députés l'abandonnèrent rapidement. Pavía justifia le coup d'État en déclarant qu'il l'avait réalisé pour « le salut de l'armée, de la liberté et du pays ».
Le général Pavía tenta de former un « gouvernement national » dirigé par Emilio Castelar. Cependant, ce dernier refusa d'assister à la réunion des dirigeants politiques républicains constitutionnels, radicaux, alphonsistes et républicains unitaires que Pavía avait convoquée à cet effet (les républicains fédéraux de Salmerón et Pi y Margall, ainsi que les intransigeants, en étaient exclus), ne souhaitant pas se maintenir au pouvoir par des moyens antidémocratiques. Lors de cette réunion, Pavía défendit la république conservatrice et imposa donc le républicain unitaire Eugenio García Ruiz au poste de ministre de l'Intérieur et nomma le général Serrano à la tête du nouveau gouvernement. Avec Serrano à la tête du gouvernement, « la République subsista nominalement, mais fut complètement dénaturée ». Le coup d'État de Pavía signifia la fin de facto de la Première République espagnole.

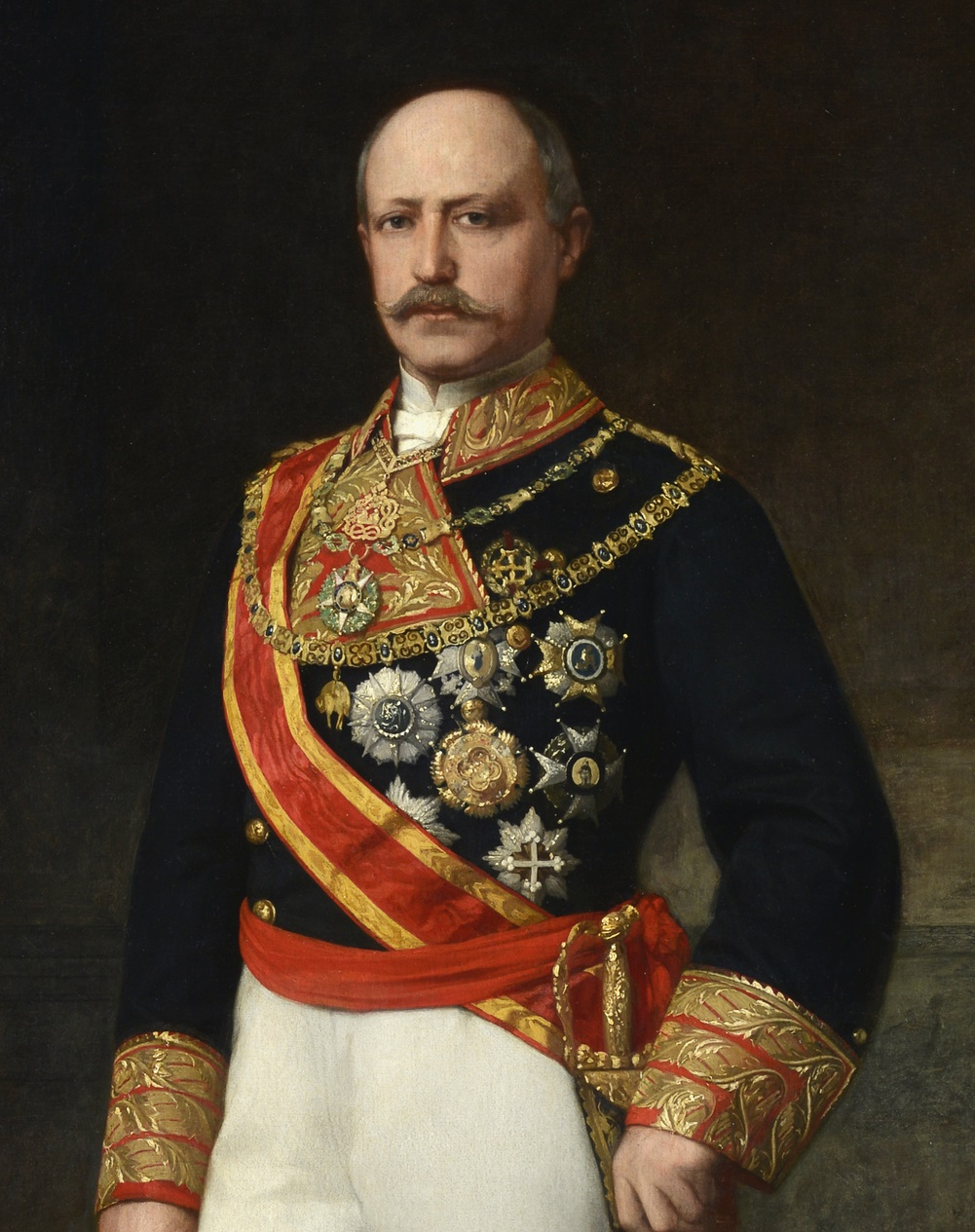
Portrait du général Serrano, dernier président de la Première République, de janvier à décembre 1874.

Le général Serrano forma un gouvernement de concentration qui réunissait constitutionnalistes, radicaux et républicains unitaires, dont les républicains fédéraux étaient exclus. Son objectif principal était de mettre fin à la rébellion cantonale et à la guerre carliste, puis de convoquer les Cortes afin qu'elles statuent sur la forme de gouvernement. La dictature de Serrano fut ainsi établie, puisqu'il n'y avait plus de Cortes — dissoutes — pour contrôler l'action du gouvernement, ni de loi suprême pour en délimiter les fonctions, car, bien qu'il ait rétabli la Constitution de 1869, il la suspendit par la suite « jusqu'à ce que soit assurée la normalité de la vie politique ».
Une fois le nouveau gouvernement formé, la rébellion cantonale prit fin  le 12 janvier avec l'entrée à Carthagène du général José López Domínguez, en remplacement de Martínez Campos. Ses premières mesures témoignèrent de son conservatisme, comme la proscription immédiate de la section espagnole de l'Association internationale des travailleurs, la Fédération régionale espagnole (fondée en 1870), accusées d'atteinte à la « propriété, à la famille et aux autres bases sociales ».

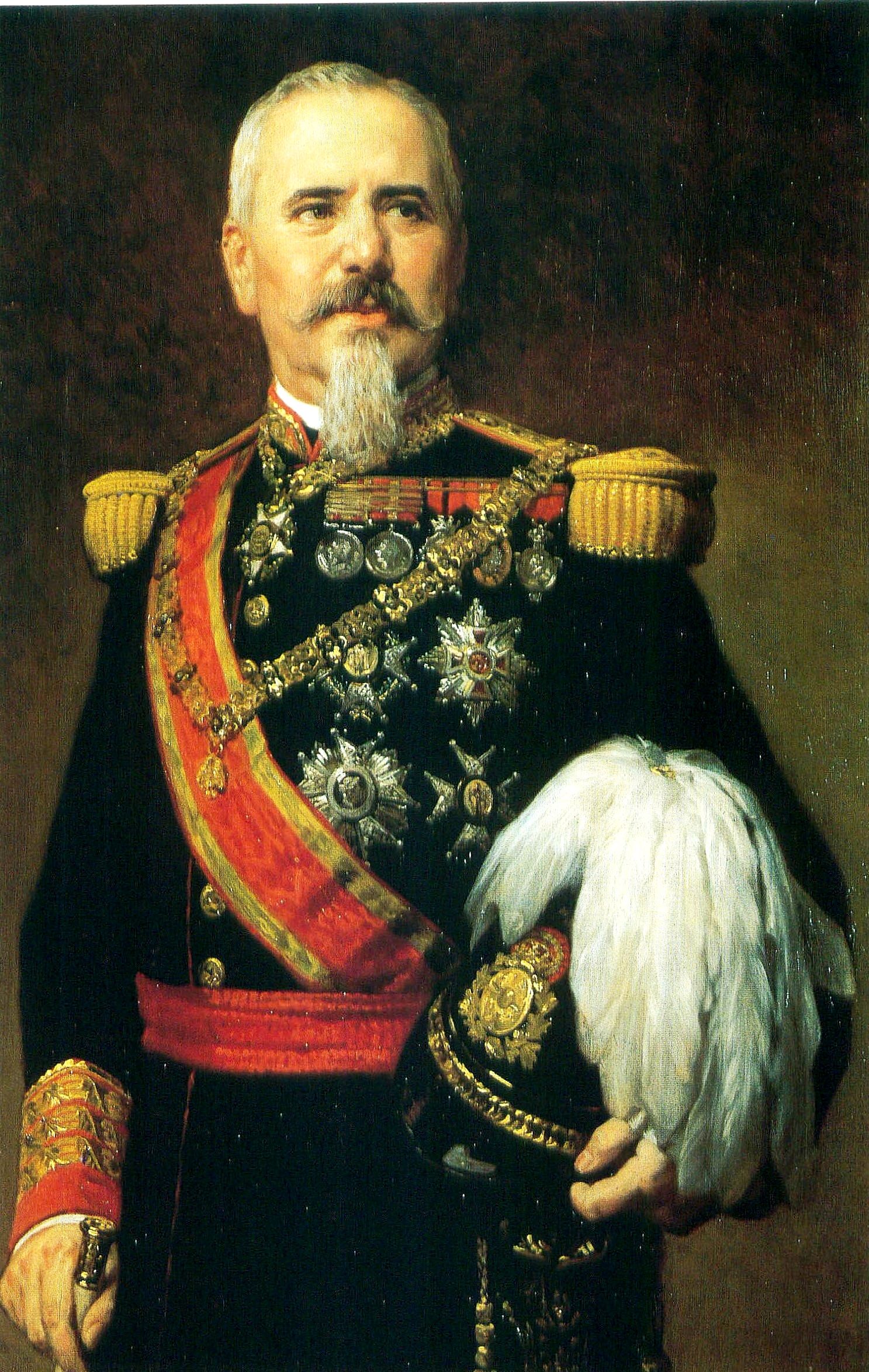
Le général Arsenio Martínez Campos, protagoniste du Pronunciamiento de Sagonte en décembre 1874.

Le 26 février, Serrano se rendit au nord pour prendre personnellement en charge les opérations contre les carlistes, laissant le général Juan de Zavala à la tête du gouvernement et restant président du pouvoir exécutif de la République. Après son succès dans la levée du siège de Bilbao, Serrano renforça sa position au sein du gouvernement avec la nomination en mai de Sagasta à la tête du ministère de l'Intérieur, ce qui provoqua le départ des trois ministres radicaux et du seul ministre républicain, l'« unitaire » Eugenio García Ruiz . Ainsi, un gouvernement exclusivement constitutionnel fut formé, toujours présidé par le général Zavala.
Ce dernier fut remplacé le 3 septembre par Sagasta, après avoir empêché Zavala de tenter de ramener les républicains au pouvoir, car à cette époque les constitutionnalistes prônaient la restauration « parlementaire et démocratique » du prince Alphonse. Serrano nomma alors Andrés Borrego pour négocier avec les alphonsistes d'Antonio Cánovas del Castillo. Cependant, il rejeta les propositions des constitutionnalistes, car cela aurait impliqué de reconnaître Serrano comme chef de l'État jusqu'à la défaite des carlistes et d'accepter que la restauration des Bourbons se fasse par la convocation de Cortes générales extraordinaires. L'ancienne reine Isabelle II écrivit à son fils Alphonse : « Serrano reste entêté dans sa prétention d'être président de la République pendant dix ans avec 4 millions de réaux par an ».
Le 1er décembre, Cánovas prit l'initiative de publier le Manifeste de Sandhurst, rédigé par lui et signé par le prince Alphonse. Ce dernier s'y définissait comme « un homme du siècle, véritablement libéral » — une déclaration par laquelle il cherchait à réconcilier les libéraux autour de sa monarchie — et liait les droits historiques de la dynastie légitime — les Bourbons — avec le gouvernement représentatif et les droits et libertés l'accompagnant. C'était l'aboutissement de la stratégie élaborée par Cánovas depuis sa prise de direction de la cause alphonsine le 22 août 1873 — en pleine rébellion cantonale — qui, comme il l'avait expliqué à l'ancienne reine Isabelle et au prince Alphonse dans des courriers datés de janvier 1874 — après le coup d'État de Pavie —, consistait à créer « une large opinion en faveur d'Alphonse » avec « calme, sérénité, patience, ainsi que persévérance et énergie ».
Bien que Cánovas ne souhaitât pas que la restauration soit le produit d'un action militaire, le 29 décembre 1874, le général Arsenio Martínez Campos lança un pronunciamiento à Sagonte en faveur de la restauration de la monarchie des Bourbons en la personne du prince Alphonse de Bourbon, fils d'Isabelle II. Serrano choisit de ne pas résister. Le 31 décembre 1874, le ministère-régence fut formé, présidé par Cánovas, en attendant le retour du prince Alphonse en Espagne depuis l'Angleterre. Ce gouvernement comprenait deux hommes de la révolution de 1868, ministres sous Amédée Ier : Francisco Romero Robledo et Adelardo López de Ayala, rédacteur du manifeste « Vive l'Espagne avec honneur », qui avait déclenché la révolution.